# سینه‌سرخ آتشی
سینه‌سرخ آتشی (نام علمی: Petroica phoenicea) نام یک گونه از تیره سینه‌سرخ‌های استرالزی است. سینه‌سرخ آتشی یک پرندهٔ کوچک می‌باشد که بومی کشور استرالیا است. محدودهٔ زندگی این پرنده قسمت‌های جنوبی و عمدتاً جنوب‌شرق می‌باشد. یک منطقهٔ معتدل که به نسبت، از جالبترین قسمت‌های جنوب شرقی استرالیا به حساب می‌آید و به دلیل نزدیکی با تاسمانی، یک محدوده مشترک محسوب می‌گردد. همانند گونه‌های همسان خودش همچون سینه‌سرخ کلاه‌قرمزی و سینه‌سرخ اسکارلت، نام این پرندهٔ کوچک هم برگرفته از همان شمایل ظاهری‌اش، سینه‌سرخ آتشی می‌باشد. رنگ‌های روشن این پرنده همانند اغلب رنگ‌های خانوادهٔ سینه‌سرخ‌های استرالزی (که این پرنده هم به همان خانواده تعلق دارد) می‌باشد. این پرنده دودیسی جنسی است. اندازه این پرنده ۱۲–۱۴ سانتیمتر (۴٫۷–۵٫۵ اینچ) می‌باشد. سینه‌سرخ آتشی دارای چشم‌های قهوه‌ای تیره می‌باشد. نوک این پرنده یک نوک نازک کوچک و سیاه است. جنس نر این پرنده دارای یک سینه و گلوی نارنجی درخشان می‌باشند که در قسمت بالای نوک و پیشانی دارای لکهٔ سفیدی هستند. قسمت‌های فوقانی نیز تا حدودی قهوه‌ای و خاکستری با شیارهای سفید می‌باشد. دم این پرنده نیز سیاه و سفید می‌باشد که اغلب، غلبهٔ شیارهای سفید در آن مشهود است. جنس مادهٔ این پرنده دارای رنگ قهوه‌ای غلیظ است. صدای این پرنده به نسبت گونه‌های مشابه دارای الحان آهنگین بیشتری است.
موقعیت قرارگیری سینه‌سرخ آتشی و هم‌خانواده‌های استرالزی‌اش، در تبارنامه گنجشک‌های شاخه‌نشین استرالیایی به درستی مشخص نیست. سینه‌سرخ‌های استرالزی به هیچ عنوان به سینه‌سرخ‌های اروپایی و یا آمریکایی نزدیک نیستند اما به نظر می‌رسد که یک شاخهٔ نورسته از گنجشکان آوازه‌خوان باشند. این پرنده عمدتاً گیاه‌خوار است. جمعیت این گونه در ۲۵ سال گذشته به طور قابل توجهی کاهش یافته است به گونه‌ای که انجمن پرندگان جهان، نام این پرنده را در فهرست گونه در نزدیکی تهدید قرار داد.